# Luigi Pantani
Luigi Pantani (Terricciola, 25 settembre 1908 – Pagani, 1º settembre 1970) è stato un calciatore italiano, di ruolo attaccante.

## Carriera
Giocò per una stagione in Serie A con il Genova 1893. Nel 1934-1935 militò nell'Andrea Doria, e l'anno successivo passò alla Sanremese.
Nel 1937 passò al Cavagnaro, chiamato dall'allenatore Ercole Carzino.

## Palmarès

### Club

#### Competizioni nazionali
- Coppa Italia: 1

Genova 1893: 1936-1937
- Serie C: 1

Manlio Cavagnaro: 1940-1941 (girone D)